# Paolo Lassini
Paolo Lassini (Milano, 14 giugno 1946) è un funzionario italiano.

## Attività professionale
Laureato in Agraria presso l'Università degli Studi di Milano, e in Scienze forestali all'Università degli Studi di Padova, ha lavorato come dirigente presso diversi enti pubblici in Lombardia e ha ideato, progettato o realizzato interventi di forestazione urbana, come il Parco Nord Milano, il Bosco delle Querce di Seveso, e soprattutto il programma Dieci grandi foreste di pianura e di fondovalle (che ha permesso di realizzare fra l'altro la Foresta della Carpaneta e il Bosco del Lusignolo), promuovendo nuove tecniche più ecologiche per realizzare gli spazi verdi urbani. Ha insegnato presso l'Università degli Studi di Milano.
Dopo un breve periodo di insegnamento nelle scuole superiori, entra in servizio nel Corpo Forestale dello Stato, dove realizza il primo catasto degli alpeggi e la carta delle valanghe della Regione Lombardia.
Nel 1981, comandato dal Ministero dell'Agricoltura e delle Foreste, diviene vice direttore e dirigente del Servizio Tecnico dell'A.R.F., dove inizia ad acquisire notorietà per le sue iniziative innovative nel settore del verde urbano, iniziando a promuovere l'uso di tecniche forestali ora note come forestazione urbana.
Nel 1985 rientra presso il Corpo Forestale dello Stato di Milano, ove elabora e dirige altri progetti di forestazione e di assestamento forestale, realizzando una delle sue opere più conosciute, il Parco Naturale Bosco delle Querce di Seveso, che sorge nel luogo ove vi fu nel 1976 il disastro ambientale dell'ICMESA, che portò all'inquinamento di una vasta area densamente popolata.
Dal 1987 viene di nuovo comandato dal Ministero Agricoltura e Foreste a dirigere l'Ufficio Operativo di Milano dell'A.R.F., dove dirige la realizzazione di importanti lavori di forestazione urbana, come il Parco Nord Milano, e di gestione di aree naturalistiche, in particolare della Riserva naturale Monte Alpe.
Nel 1998 si trasferisce negli uffici di Regione Lombardia, dove si fa promotore di estesi progetti regionali di forestazione urbana, in particolare del programma Dieci grandi foreste di pianura e di fondovalle che ha permesso la creazione di nuovi boschi protetti in piena pianura padana come la Foresta della Carpaneta, il Bosco del Lusignolo, seguito dal più ambizioso progetto di creazione di 10.000 ettari di boschi e sistemi verdi nelle aree agricole.
Nel 2008 viene nominato Direttore generale della Direzione Agricoltura della Regione Lombardia: grazia e questa carica propone e avvia progetti di creazione di spazi verdi nelle aree agricole in occasione di Expo 2015 e svariate altre attività.
È attualmente in pensione.

## Principali attività ed opere realizzate
Si riportano di seguito alcuni interventi ideati o realizzati da Paolo Lassini, in parte oggi visibili e fruibili dal pubblico.
- Programma Dieci grandi foreste di pianura e di fondovalle (2000-2010)
- Progetto 10.000 ettari di nuovi boschi e sistemi verdi (2005-2010) in Lombardia
- Grandi opere di bonifica e irrigazione (2001-2010)
- Grande progetto agroforestale di montagna (2002-2010)
- Progetto di valorizzazione del sistema rurale e agroindustriale per Expo 2015 (2008-10)
- Coordinatore gruppo di lavoro dell'Autorità di bacino del fiume Po per la redazione di un progetto di rinaturazione delle fasce fluviali. (2003-2007).
- Sistemazione ambientale e recupero con tecniche di ingegneria naturalistica, selvicolturali e forestazione urbana del Parco Naturale Bosco delle Querce di Seveso sull'area già inquinata a seguito del famoso incidente chimico dell'ICMESA.
- Sistemazione a verde delle discariche di Cavenago Brianza, della Falck a Cologno Monzese, dell'area adiacente al depuratore Nord Milano
- Restauro e valorizzazione di giardini e parchi storici: palazzo Archinto in Milano, parco di Villa Dho in Seveso, parco di Villa Ghirlanda in Cinisello Balsamo, bosco di Villa Bozzolo

## Scritti vari

### Libri
- Carta delle valanghe, Regione Lombardia 1977;
- P. Lassini, G. Sala, Tecniche agroforestali per il recupero delle aree degradate, Hoepli Milano, 1995;
- P. Lassini, P. Ballardini, A. De Giuli, G. Mezzalira, Aspetti tecnici ed economici connessi alla realizzazione di aree verdi e parchi periurbaniANARF, MIRAAF Roma, 1996;
- P. Lassini, D. Pandakovic, Il disegno del paesaggio forestale, ACER Milano, 1996
- P. Lassini, P.Ballardini, M.Binda, P.Ferrario, Forestazione urbana per la Lombardia, Regione Lombardia, Milano, 1998
- P. Lassini, G. Montagna, P. Nastasio, Gli alberi ed il bosco, regione Lombardia -Provincia di Bergamo, Bergamo, 2003

### Articoli e pubblicazioni varie (selezione)
- Atti della 1ª Conferenza Internazionale “Acqua e irrigazione”, 25-27 settembre 2001, Cremona, coordinamento il 26 settembre della sessione Le risorse idriche per l'agricoltura e per l'ambiente e relazione su La rinaturalizzazione dei canali : progetti ed interventi, Regione Lombardia- Unione Regionale delle Bonifiche della Lombardia.
- P. Lassini, La riqualificazione ambientale dei canali, Acer, Milano, 2002
- P. Lassini, Approccio alla selvicoltura paesistica: esperienze lombarde, estratto dal volume Paesaggio culturale e biodiversità di R. Colantonio Venturelli e Felix Muller, Leo S. Olschki, Como, 2003.
- P. Lassini, G. Lucchelli, Atti della conferenza internazionale: Acqua, bonifica e salvaguardia del territorio, Mantova 27-29 maggio Il piano generale di bonifica della regione Lombardia nel contesto delle normative e degli strumenti di pianificazione, Ed. Sometti, Mantova, 2003
- V. Angileri, G. B. Bischetti, D. De Wrachien, P. Lassini, G. Lucchelli, G. Negri (2004), Atti della conferenza internazionale: Acqua , bonifica e salvaguardia del territorio, Mantova 27-29 maggio 2003, Regione Lombardia, Ed. Sometti, Mantova
- B. Petroli, A. Van Doorn e altri, Europe's living lanscapes, KNNV, Wageningen (2007), cap. 6 Renewing the landscapes of Lombardy : a green vision, P. Lassini, F. Monzani, P. Pileri pp. 83-102
- P. Lassini, F. Monzani, Bioboschi, Nuove foreste di pianura, Architettura del Paesaggio-Paysage Editore, Milano, aprile-settembre 2008, pagg. 62-69
- R. Carovigno, P. Lassini, R. Tonetti, D. Curti, A. Sabadin, F. Monzani, A. De Mier Morante, La forestación de tierras agrícolas en el norte de Italia: creación de paisaje rural y provecho para la población urbana, relazione e atti del congresso forestale mondiale, ottobre 2009, Buenos Aires, Argentina